# Bourletiellitas imerinensis
Genre
Espèce
Bourletiellitas imerinensis, unique représentant du genre Bourletiellitas, est une espèce de collemboles de la famille des Bourletiellidae.

## Distribution
Cette espèce est endémique de Madagascar

## Description
Le mâle mesure 1,8 mm et les femelles de 3 à 3,5 mm.

## Étymologie
Son nom d'espèce, composé de imerin[a] et du suffixe latin -ensis, « qui vit dans, qui habite », lui a été donné en référence au lieu de sa découverte, l'Imerina.

## Publication originale
- Betsch, 1974 : Étude des Collemboles de Madagascar. II. - Principaux cadres génériques des Symphypléones de l'étage montagnard. Bulletin du Muséum National d'Histoire Naturelle, 3e série, Zoologie 147, vol. 219, p. 529-569.